# Benfica Lisabon (odbojka)
Benfica je odbojkaška momčad iz sastava športskog društva Benfice, iz glavnog portugalskog grada Lisabona.

## Uspjesi
Prvenstvo Portugala (5)
- Prvak: 1981., 1991., 2005., 2013., 2014.

Kup Portugala (14)
- Pobjednik: 1966., 1974., 1975., 1976., 1978., 1979., 1980., 1990., 1992., 2005., 2006., 2007., 2011., 2012.

Superkup Portugala (4)
- Pobjednik: 1990., 2011., 2012, 2013.